# 大蓝山区
大蓝山区（英語：Greater Blue Mountains Area）是澳大利亚新南威尔士州的一处世界自然遗产，位于悉尼以西，由藍山山脈及四周外圍的幾個地區組成。